# پی‌یر لسترینگی
پی‌یر لسترینگی (فرانسوی: Pierre Lestringuez‎؛ ۱۷ اکتبر ۱۸۸۹ – ۱۸ اکتبر ۱۹۵۰) بازیگر، فیلم‌نامه‌نویس اهل فرانسه بود.
از فیلم‌ها یا برنامه‌های تلویزیونی که وی در آن نقش داشته‌است، می‌توان به گردشی بیرون شهر، نانا، مارکیتا و گرداب سرنوشت اشاره کرد.